# 葭原滋男
葭原 滋男（よしはら しげお、1962年11月23日 - ）は、パラリンピックの陸上競技及び自転車競技のメダリスト。埼玉県鶴ヶ島市出身（出生：東京都杉並区）。

## 経歴
埼玉県立小川高等学校、
学校法人神田外語学院出身。10歳の頃に網膜色素変性症を患い、その後全盲となった。
1992年開催のバルセロナパラリンピック、陸上競技・走り高跳び（視覚障害者部門・F10-11）に出場し4位。1996年開催のアトランタパラリンピックでも同種目に出場して銅メダルを獲得した。1994年開催
ジャパン・パラリンピックで樹立した走り高跳び 181cmは、2012年1月現在の視覚障害者部門の日本記録。
1998年、知人の紹介で、自転車実業団チームである「スミタラバネロパールイズミ」に在籍することになり、自転車競技へと転向。2000年開催のシドニーパラリンピックでは、同チーム所属の水沢耕一とコンビを組み、1kmタイムトライアルとスプリント（いずれも視覚障害者部門であるB1-3）に出場。1kmタイムトライアルでは、1分4秒950の世界新記録（当時）をマークして金メダル。またスプリントでは銀メダルを獲得。2004年のアテネパラリンピックでは、同チーム所属の大木卓也とコンビを組み、スプリント（B1-3）に出場して銀メダルを獲得した。
また2000年の朝日スポーツ賞を受賞している。その後、ブラインドサッカーに転向、2007年より日本代表に招集され、2009年、東京で開催されたアジア選手権では対マレーシアでハットトリックを達成。
現在も今尚ブラインドサッカー日本代表として活躍、PK職人と呼ばれている。2011年には、ブラインドサッカーチーム「乃木坂ナイツ」を立ち上げ指導者としても活動している。その他、ブラインドサーフィンといった新たな障害者スポーツの領域にも挑戦、タンデム自転車交流協会の顧問相談役としてタンデム自転車の一般公道走行認可に向けて尽力している。